# Włodzimierz Dzieduszycki (1825–1899)

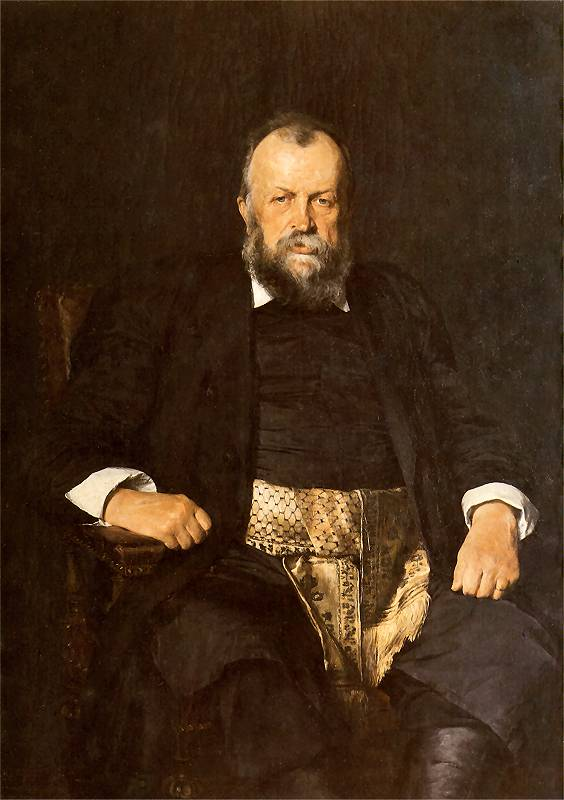
Włodzimierz Dzieduszycki - portret olejny Kazimierza Pochwalskiego (1900)

Włodzimierz Ksawery Tadeusz Dzieduszycki, herbu Sas (ur. 22 czerwca 1825 w Jaryszowie, zm. 18 września 1899 w Poturzycy) – ziemianin, pierwszy ordynat poturzycki, przyrodnik, mecenas nauki, folklorysta i chłopoman oraz polityk, marszałek Sejmu Krajowego Galicji i członek Izby Panów austriackiej Rady Państwa.

## Dzieciństwo i młodość
Włodzimierz Dzieduszycki pochodził z rodziny hrabiowskiej Dzieduszyckich herbu Sas. Był synem Józefa Kalasantego (1776–1847) i Pauliny z Działyńskich herbu Ogończyk (1795–1856). W młodości nie uczęszczał do żadnej szkoły. W majątkach rodowych w Poturzycy, a następnie w Zarzeczu, historii polskiej uczyła go matka, a innych przedmiotów nauczyciel domowy Franciszek Kleczkowski. Gdy rodzina przenosiła się na zimę do Lwowa, nauczaniem zajmowali się inni nauczyciele, m.in. Hiacynt Łobarzewski (botanik), Wincenty Pol (patriotyczny poeta i krajoznawca), profesor Uniwersytetu Lwowskiego Franciszek Stroński i inni wybitni pedagodzy.
Ziemianin, odziedziczył klucz dóbr, na którym w 1894 powstała decyzją cesarza Austrii Franciszka Józefa I ordynacja w Poturzycy (w jej skład wchodziły także Beniducha i Boratyn) w powiecie sokalskim. Był także właścicielem Zarzecza w dawnym pow. jarosławskim oraz dóbr w zaborze pruskim i rosyjskim. Od 1840 mieszkał głównie w Poturzycy, oddalonej około 80 km w kierunku północnym od Lwowa, od 1847, po śmierci ojca, znów we Lwowie. Członek i działacz Galicyjskiego Towarzystwa Gospodarskiego, członek jego Komitetu (6 lutego 1860 - 25 czerwca 1861, 24 czerwca 1874 - 26 maja 1876).
Ożenił się z hrabianką Alfonsyną z Miączyńskich (1836-1919). Przez dłuższy czas mieszkał w majątku-pałacu swej żony w Pieniakach w powiecie brodzkim. Mieli cztery córki: Klementynę (1855–1929, po mężu Szembek, matka Włodzimierza Szembeka), Annę (1859–1917, żona Tadeusza Dzieduszyckiego), Paulinę (1861-1861), Marię (1863–1941, żona Tadeusza Cieńskiego, matka Włodzimierza i Jana), Jadwigę (1867–1941, żona Witolda Czartoryskiego).

## Mecenat nauki i sztuki
W 1847 sprowadził z Poturzycy do Lwowa słynną Bibliotekę Poturzycko-Zarzecką wraz z cennym zbiorem obrazów, wzbogacając je nowymi zakupami książek oraz obrazami pędzla swoich przyjaciół – Juliusza Kossaka, Franciszka Tepy, a przede wszystkim dziełami Artura Grottgera (cykl Warszawa), którego często gościł w Poturzycy, Pieniakach i Lwowie i wypłacał mu wysokie zaliczki, umożliwiające leczenie gruźlicy.
Od 1868 coraz częściej, zwłaszcza w zimie, przebywał we Lwowie, z którym wiązały go głównie sprawy naukowe i społeczne. Mieszkał tam w trzypokojowym mieszkaniu na parterze pałacyku przy ul. Kurkowej 15, a w Muzeum przy ul. Teatralnej 18 miał na parterze skromny pokoik, wsparty na środku żelaznym słupem, w obawie przed zawaleniem się sufitu. Był z jednej strony bardzo bogaty, otoczony powszechną czcią i szacunkiem, z drugiej do przesady skromny w swych potrzebach i zewnętrznych formach życia. Przekazywał duże fundusze na cele naukowe, na zakup szaf i zbiorów, na wydawanie dzieł naukowych i podręczników szkolnych, na stypendia i doraźne zasiłki dla młodych naukowców i artystów, na popieranie folkloru ludu polskiego i ukraińskiego, ukrywając jednocześnie te fakty i nie roszcząc sobie żadnych praw do wdzięczności.
Kazimierz Chłędowski zostawił taką charakterystykę jego postaci: Pan Włodzimierz przesiadywał najczęściej, a nawet nocował w swojej kamienicy na placu Castrum, gdzie zbierał okazy fauny polskiej i etnograficzne polskie przedmioty, z których później utworzył znane Muzeum im. Dzieduszyckich. Pan Włodzimierz, duży, ciężki mężczyzna, o rozlanej płaskiej twarzy, o grubych niezgrabnych nogach, jąkał się i szeplenił mówiąc i robił wrażenie wielkiego niezdary. Dziedzic olbrzymich dóbr, gospodarował niedołężnie i żył tylko w swych zbiorach, które gromadził z wielkim zrozumieniem rzeczy. Najulubieńszym jego towarzyszem był pan Zontak, spolszczały Niemiec, myśliwy i zoolog i bardzo dobrze umiejący wypychać zwierzęta. W kamienicy przy Castrum całe było laboratorium, w którym preparowano zwierzęta i ptaki przysyłane hr. Dzieduszyckiemu ze wszystkich krańców Polski, wiedziano już bowiem, że hrabia zamierza urządzić publiczne muzeum i wspierano zewsząd jego żmudną pracę. Ulubione dwa pokoje, w których hrabia czuł się zupełnie u siebie były obite w znacznej części, obwieszone obrazami Grottgera, Kossaka a łóżko nawet, jakby u zamożnego chłopa na Rusi przykryte było zgrzebną bielizną haftowaną ruskim ludowym haftem. Charakter pana Włodzimierza nie był zbyt sympatyczny, uparty łatwo się obrażający, nie zapominający uraz, zarozumiały; nigdy jednak nie mieszał się p. Włodzimierz do żadnych spraw, które by na jego dobrą sławę cień rzucać mogły, stronił także od wszelkich politycznych intryg. Nosił się do najnowszych czasów po polsku, bo przywdziawszy raz strój polski w r. 1861, zanadto był uparty, aby ten strój rzucić ....

## Muzeum Przyrodnicze
Początkowo prywatna i amatorska kolekcja różnych tworów przyrody żywej i martwej, założona w 1855, zalegająca w skrzyniach w Zarzeczu, Poturzycy i we Lwowie, stopniowo – aż do 1875, przekształcona została w ogromne, fachowo prowadzone muzeum. 10 września 1880 z okazji przyjazdu cesarza do Lwowa przekazał utworzone przez siebie Muzeum Przyrodnicze na rzecz narodu i zabezpieczył jego istnienie przez utworzenie w 1893 Ordynacji Poturzyckiej.
Za życia Włodzimierza Dzieduszyckiego w skład Muzeum wchodziło siedem działów:
- zoologiczny,
- botaniczny,
- paleontologiczny,
- geologiczny,
- mineralogiczny,
- prehistoryczny,
- etnograficzny.

Jak się okazało, ponad dwadzieścia lat życia wypełniała mu praca naukowa, głównie w dziedzinie ornitologii (napisał: Opis ptaków krajowych w 1861 r. i in.), zabiegi nad wzbogacaniem i opracowywaniem zbiorów, praca społeczna (organizowanie różnego rodzaju wystaw, troska o rozwój oświaty ludu oraz szkolnictwa).
Lubił pracę społeczną na niższym szczeblu (organizowanie wystaw, zjazdów, patronowanie różnym instytucjom i kółkom gospodarczym), nie znosił natomiast wyższych godności o charakterze polityczno-społecznym, wymagających reprezentacji, przemówień.
W 1895 wydał publikację pt. Przewodnik po Muzeum im. Dzieduszyckich we Lwowie.

## Polityka
Brał aktywny udział w życiu politycznym:
- w 1848 był członkiem konspiracyjnej Rady Narodowej na Galicję Wschodnią i działaczem Ruskiego Soboru,
- w latach 1863–1864 był członkiem Organizacji Narodowej Pomocy powstaniu styczniowemu, przekazywał też fundusze dla sprawy zrywu[9],
- w latach 1861–1867 był wybierany posłem do Sejmu Krajowego w okręgu złoczowskim: I kadencji (1861–1867) (21 grudnia 1865 zastąpił Michała Gnoińskiego), II kadencji (1867–1869) (wybrany, nie objął mandatu), III kadencji (1870–1876) (31 sierpnia 1874 zajął miejsce Augusta Łosia), IV kadencji (1877–1882) (zrzekł się mandatu, a na jego miejsce wybrano Tadeusza Pilata)[10].
- dziedziczny członek Izby Panów (27 września 1874 - 18 września 1899)[11], gdzie należał do grupy prawicy[3]. Ten udział w parlamencie wiedeńskim traktował jako zło konieczne i rzadko przyjeżdżał na sesje[2].

## Odznaczenia i wyróżnienia
Odznaczony Orderem Korony Żelaznej I klasy (1881, Austro-Węgry), w 1878 został komandorem Orderu Legii Honorowej i oficerem Złotych Palm Akademickich (Francja). Tajny radca austriacki od 1877. 17 stycznia 1877 został wybrany honorowym obywatelem miasta Lwowa, a później także Brodów, Sokala i Kołomyi.

## Uznanie świata naukowego
Towarzystwa naukowe krajowe i zagraniczne doceniły jego zainteresowania przyrodnicze i sztuką ludową, mianując go członkiem honorowym lub tzw. czynnym. Włodzimierz Dzieduszycki był do tego stopnia znany i popularny w kraju (Galicja), że podczas rozmów przy wypowiadaniu samego tytułu hrabia było oczywiste, że chodzi o jego osobę.
Akademia Umiejętności w Krakowie w dowód uznania naukowej działalności i za ofiarowanie swego Muzeum na rzecz narodu mianowała Dzieduszyckiego w 1881 członkiem korespondentem swego Wydziału Matematyczno-Przyrodniczego, a Uniwersytet Franciszkański we Lwowie na wniosek prof. dra Benedykta Dybowskiego nadał mu w 1894 doktorat honoris causa za całokształt działalności naukowej i stworzenie placówki badawczej zabezpieczonej finansowo w swym rozwoju utworzeniem Ordynacji Poturzyckiej. Zasiadał w Centralnej Komisji Archeologicznej. Był członkiem honorowym Poznańskiego Towarzystwa Przyjaciół Nauk, Towarzystwa Muzeum Narodowego Polskiego w Rapperswilu od 1890, Towarzystwa Pedagogicznego,

## Tradycje rodzinne
Kolekcjonerstwo i zamiłowanie do nauki było powszechne w najbliższej jego rodzinie:
- wujem Włodzimierza Dzieduszyckiego, a bratem jego matki, był wybitny patriotyczny działacz wielkopolski Tytus Działyński (gorący patriota wielkopolski, bibliofil i kolekcjoner, założyciel Biblioteki Kórnickiej i muzeum pomników przeszłości Ojczyzny, wydawca źródeł historycznych i mecenas sztuki),
- bratem ciotecznym był Jan Działyński,

obaj – zbieracze pamiątek historycznych, a równocześnie wielcy miłośnicy przyrody i opiekunowie nauk,
- ciotka Klaudyna z Działyńskich Potocka (1802–1836) z Kórnika była znaną działaczką patriotyczną na terenie Wielkopolski,
- brat stryjeczny Ignacy Dzieduszycki był numizmatykiem,
- brat stryjeczny Tytus Dzieduszycki był paleontologiem i krajoznawcą,
- kuzyn Maurycy był historykiem,
- siostra stryjeczna, Henryka, była żoną Gwalberta Pawlikowskiego, znanego kolekcjonera książek i rycin oraz miłośnika ogrodnictwa, a matką powieściopisarza i demokratycznego publicysty Mieczysława,
- jedna z jego kuzynek, Justyna Rostworowska, wyszła za mąż za Mariana Czapskiego, autora wartościowego trzytomowego dzieła Historia powszechna konia (1874) oraz dwutomowego Pszczelarza polskiego,
- druga kuzynka – Aleksandra, była żoną znakomitego ornitologa, Kazimierza Wodzickiego, autora wielu prac z dziedziny ornitologii i myślistwa oraz twórcy bogatej kolekcji ptaków w swym dworze w Korzkwi pod Krakowem.

## Następcy
Włodzimierz Dzieduszycki zmarł 18 września 1899, a jego pogrzeb odbył się w Zarzeczu 23 września 1899. Po jego śmierci kuratorem Muzeum i ordynatem (na lata 1900–1914) został Tadeusz Dzieduszycki, doktor praw Uniwersytetu Lwowskiego, ekonomista, ożeniony z córką Fundatora Anną i przez niego usynowiony. Od 1910, z powodu choroby ojca zarządzanie muzeum przejął syn Tadeusza i Anny Dzieduszyckich – Paweł, który w 1918 wstąpił do zakonu jezuitów, przekazując ordynację i kuratorstwo muzeum na rzecz swego młodszego brata, Włodzimierza Dzieduszyckiego juniora, który kierował muzeum i ordynacją aż do wybuchu II wojny światowej.

## Upamiętnienie

### Sztuka i muzealnictwo
- W katedrze łacińskiej we Lwowie została ustanowiona tablica upamiętniająca Włodzimierza Dzieduszyckiego.
- W katedrze ormiańska we Lwowie znajduje się malowidło przedstawiające ukrzyżowanie Chrystusa, w którym artysta malarz Jan Henryk Rosen sportretował Jezusa na wzór wyglądu Włodzimierza Dzieduszyckiego[16].
- W Muzeum Przyrodniczym im. Dzieduszyckich umieszczono popiersie Włodzimierza Dzieduszyckiego, które wykonał rzeźbiarz Jan Nalborczyk.
- Symboliczny Gabinet Włodzimierza Dzieduszyckiego urządzono w Muzeum Dzieduszyckich w Zarzeczu, mieszczącym się w dawnym pałacu Dzieduszyckich[17].

### Nauki przyrodnicze
Na jego cześć nazwano rodzaj ramienionogów dewońskich Dzieduszyckia, a także nazwano rośliny: Microthelia dzieduszyckii, Pyrenula dzieduszyckii, Weismannia dzieduszyckii, owady: Urophora dzieduszyckii, Argyresthia dzieduszyckii, Gelechia dzieduszyckii, Carabus dzieduszyckii, Helophorus dzieduszyckii, Otiorhynchus dzieduszyckii, pająki: Attulus dzieduszyckii, podgatunek ptaka: Picus canus dzieduszyckii, odmianę jaszczurki: Lacerta agilis L. var. dzieduszyckii, takson kopalny: Perisphinctes dzieduszyckii.